# نهر سمليكي
نهر سـِمليكي Semliki River وهو نهر رئيسي من روافد نهر النيل في وسط أفريقيا. ويجري شمالاً من بحيرة إدوارد في جمهورية الكونغو الديمقراطية عبر الحدود الأوغندية إلى بحيرة ألبرت. مصبه في بحيرة ألبرت عند الاحداثيات [http:https://geohack.toolforge.org/geohack.php?language=ar&pagename=%D9%86%D9%87%D8%B1_%D8%B3%D9%85%D9%84%D9%8A%D9%83%D9%8A&params=1.2225_N_30.5038889_E_ 1.2225° N 30.5038889° E].
وتعيش العديد من الحيوانات بالقرب من النهر ومنها الفيلة والتماسيح والأنتلوب.

## اكتشافه
نهر سمليكي اكتشفته بعثة من الجيش المصري عام 1877 بقيادة العقيد ماسون بك (1841-1897). وهو أمريكي من ضباط الجيش الكونفدرالي المنهزم في الحرب الأهلية الأمريكية الذين جاؤوا للخدمة في الجيش المصري في عهد الخديوي إسماعيل. وفي عام 1884 عينه الخديوي توفيق في منصب حاكم السودان.

## مجرى النهر
نهر سمليكي يبلغ طوله 250 كم، وهو النهر الوحيد الذي يخرج من بحيرة إدوارد، ويحمل الماء في اتجاه الشمال إلى بحيرة ألبرت .
ويتجه هذا النهر إلى الشمال بعد خروجه من بحيرة إدوارد لمسافة 35 كيلومترا، ثم يتجه لمسافة 28 كم إلى الشمال الغربي. وهو يتجه من هذا الموقع إلى الشمال الشرقي مباشرة، حتى يصب في الطرف الجنوبي لبحيرة ألبرت . ويمكن للباحث أن يميز في مجرى هذا النهر بين ثلاث قطاعات متباينة، من حي سمات الانحدار، واتساع المجرى، وسرعة الجريان .
ويكون المجرى في القطاع الأول واسعا عريضا كما يبدو الجريان هادئا بشكل ملحوظ. أما في القطاع الأوسط فإنه يتحول إلى مجرى رشيق نسبيا، ويصبح الجريان سريعا إلى حد كبير. ويعود النهر في القطاع الثالث والأخير الذي يتضمن المجرى قبيل الاتصال ببحيرة ألبرت بحوالي 30 كيلومترا إلى نهر هادئ بطيء الجريان . كما يتسع المجرى بشكل ملحوظ مرة أخرى ويتعرض للتثني والالتواء . ويعني ذلك أن القطاع الأول والثالث من المجرى يتضمن الأجزاء التي تبدو أقدم عمرا من القطاع الأوسط، الذي تتمثل فيه بعض المدافع وكل ما يعبر عن الحداثة من وجهة النظر الجيولوجية.

## هيدرولوجيا النهر
من أجل ذلك التباين بين القطاعات الثلاث، التي يتضمنها نهر سمليكي، كان توزيع محطات الرصد والقياس، على النحو الذي يعطي الفرصة الكاملة للتعرف على نظام الجريان وطبيعة التصرفات . ويمكن القول أن محطة القياس في أشانجو قرب مخرج نهر السمليكي من بحيرة إدوارد، تسجل الأرقام التي تعبر عن القطاع الأول من النهر ، وعن حجم التصرف من بحيرة إدوارد ذاتها . كما تعبر محطة القياس في نجامبا، التي تقع في حوالي منتصف المسافة على النهر فيما بين بحيرتي إدوارد وألبرت، عن الجريان والنظام المائي في القطاع الأوسط. في النهاية تعبر محطة القياس في بوبرا مبولي قرب موقع الاقتران ببحيرة ألبرت، عن النظام المائي في القطاع الأخير، وعن صافي الإيراد الطبيعي الذي يضاف كفائض نهائي إلى بحيرة ألبرت .
وقد أسهمت الأرصاد التي سجلتها ههذ المحطات بصفة منتظمة منذ سنة 1939 في تجميع كثير من المعلومات، وفي إلقاء الأضواء على نظام الجريان المائي في نهر سمليكي وفي حوضه، الذي يعتبر شطرا لا ينفصل من وجهة النظر الفنية عن حوض بحيرة ألبرت. ويمكن الاعتماد على الأرقام في الجدول التالي . وعلى الرسم البياني الذي يبين المتوسط الشهري للتصرفات في الفترة، من سنة 1947 ، بملايين الأمتار المكعبة في اليوم الواحد، في تصوير النظام المائي في نهر سمليكي وحوضه .
ويظهر من دراسة هذه الأرقام أن الجريان في نهر سمليكي لا يتمثل في إيراد الماء، الذي ينساب من بحيرة إدوارد فحسب، بل يتمثل أيضا في إيراد يسهم به الفائض من الروافد والمسايل والمجاري النهرية، التي تنساب من على جوانب أرض الحوض، وتقترن به على طول امتداد المجرى . ويمكن القول أن الزيادة التي هي عبارة عن الفرق بين التصرف في النهر عند محطة أشانجو ، والتصرف عند محطة بوبرامبولي تتراوح بين 50% و 100% . كما نلاحظ أن أعلى زيادة هي التي تسجل في الشهور من شهر مايو إلى شهر ديسمبر، حيث لا تكاد تقل عن نسب تتراوح بين 80% و 100% . ويعني ذلك أن إيراد إضافي هو الذي يتسبب في زيادة التصرفات، وأنه يبلغ في الفترة من مايو إلى ديسمبر إلى ضعف التصرف من بحيرة إدوارد .
ويمكن أن نحسب على ضوء ذلك كله، الفائض الذي ينصرف عن طريق الروافد في حوض نهر سمليكي، إلى مجرى النهر في قطاعاته المختلفة، فإذا كان تصرف النهر عند خروجه من بحيرة إدوارد يبلغ 1.860 مليونا من الأمتار المكعبة في السنة، وأن تصرف سمليكي الداخل إلى بحيرة ألبرت يبلغ 3.450 مليونا من الأمتار المكعبة في السنة، فإن ذلك يعني أن هناك زيادة سنوية تبلغ 1.590 مليونا من الأمتار المكعبة . وتكون هذه الزيادة – بطبيعة الحال – هي عبارة عن الفائض، الذي تحمله الروافد الجانبية إلى نهر سمليكي . ويعني ذلك من ناحية أخرى، أن هذه الكمية التي تبلغ حوالي 1.5 مليارا من الأمتار المكعبة سنويا، تمثل الفائض من حوض نهر سمليكي .
ويمكن القول أن هذا الفائض الذي تحمله الروافد النهرية يمثل حوالي 13.5% من كمية المطر السنوي التي يستقبلها حوض نهر سمليكي، التي تبلغ مساحته حوالي 8000 كم². ويبدو أن معظم هذا الفائض، يكون من مجموعة الروافد التي تتصل بمجرى نهر سمليكي في القطاع الأوسط، فيما بعد موقع محطة نجامبا . ويظهر ذلك من مقارنة مجموعات التصرفات في هذه المحطات الثلاث . ونضرب لذلك مثلا بالأرقام في شهر يوليو، حيث يزداد تصرف النهر عند محطة بوبرامبولي عن تصرف النهر عند محطة الشانجو بنسبة 100% . هذا ويلاحظ الباحث أن مقدار الزيادة في نفس الشهر، التي تتمثل في الفرق، بين تصرف النهر عند أشانجو، وتصرف النهر عند نجامبا، لا يكاد يتجاوز 20%.
ويعني ذلك أن 80% من الزيادة في تصرف نهر سمليكي قرب نهايته المؤدية إلى بحيرة ألبرت ، تكون فيما بعد محطة نجامبا ، حيث تنساب معظم الروافد الهامة، التي تصرف الجوانب والمنحدرات التي تحدد الحوض، ومن ضمنها منحدرات جبال رونزوري الغربية . ومهما يكن من أمر فإن إيراد نهر سمليكي في جملته يمثل فائضا يضاف إلى رصيد الماء في بحيرة ألبرت، التي تحظى بصفات خاصة، وفريدة في نظام الجريان النيلي في هضبة البحيرات .